# Аповатра
Аповатра (грч. Αποβάθρα) је приморско насељено место у  општини Кушница у периферији Источна Македонија и Тракија, Грчка. Према попису из 2021. године било је 46 становника.
Насеље је подигнуто осамдесетих година 20. века и први пут се помиње на попису из 1991. година са 14 становника.